# The One with the Flashback
"The One with the Flashback" er det sjette afsnit af sæson 3 i den amerikanske komedieserie Venner. Af de i alt 236 afsnit delt ud over 10 sæsoner er dette afsnit det 54'ne. Afsnittet er skrevet af Marta Kauffman og David Crane og instrueret af Peter Bonerz.

## Handling
I "The One with the Flashback" spørger Chandlers daværende kæreste Janice om ingen af de 6 venner har været i seng med hinanden. Da alle svarer nej, spørger hun, om de ikke engang har været tæt på. De 6 venner husker nu tilbage 3 år tidligere. Chandler Bing og Rachel Green er lige ved at have sex, da Rachel vil have ubetydelig sex inden hun skal giftes med Barry. Joey Tribbiani, der lige er flyttet ind i Chandlers lejlighed, blotter sig for Monica Geller, da han tror hun vil gå i seng med ham og kort efter ender Monica, kun iført håndklæde, og Chandler i en intim situation. Ross Geller har lige fundet ud af, at hans kone Carol er lesbisk og fortæller det til Phoebe Buffay i dét, der senere bliver til Central Park. De ender med næsten at have sex på et billiardbord, men da Ross fod sider fast i et af hullerne på bordet og kuglerne ikke er behagelige at ligge på bliver det ikke til noget.

## Medvirkende
| Skuespiller      | Rolle          |
| ---------------- | -------------- |
| Jennifer Aniston | Rachel Green   |
| Courteney Cox    | Monica Geller  |
| Lisa Kudrow      | Phoebe Buffay  |
| Matt LeBlanc     | Joey Tribbiani |
| Matthew Perry    | Chandler Bing  |
| David Schwimmer  | Ross Geller    |

### Andre medvirkende
| Skuespiller    | Rolle             |
| -------------- | ----------------- |
| Jane Sibbett   | Carol Willick     |
| Maggie Wheeler | Janice Hosenstein |